# سمكة استوائية

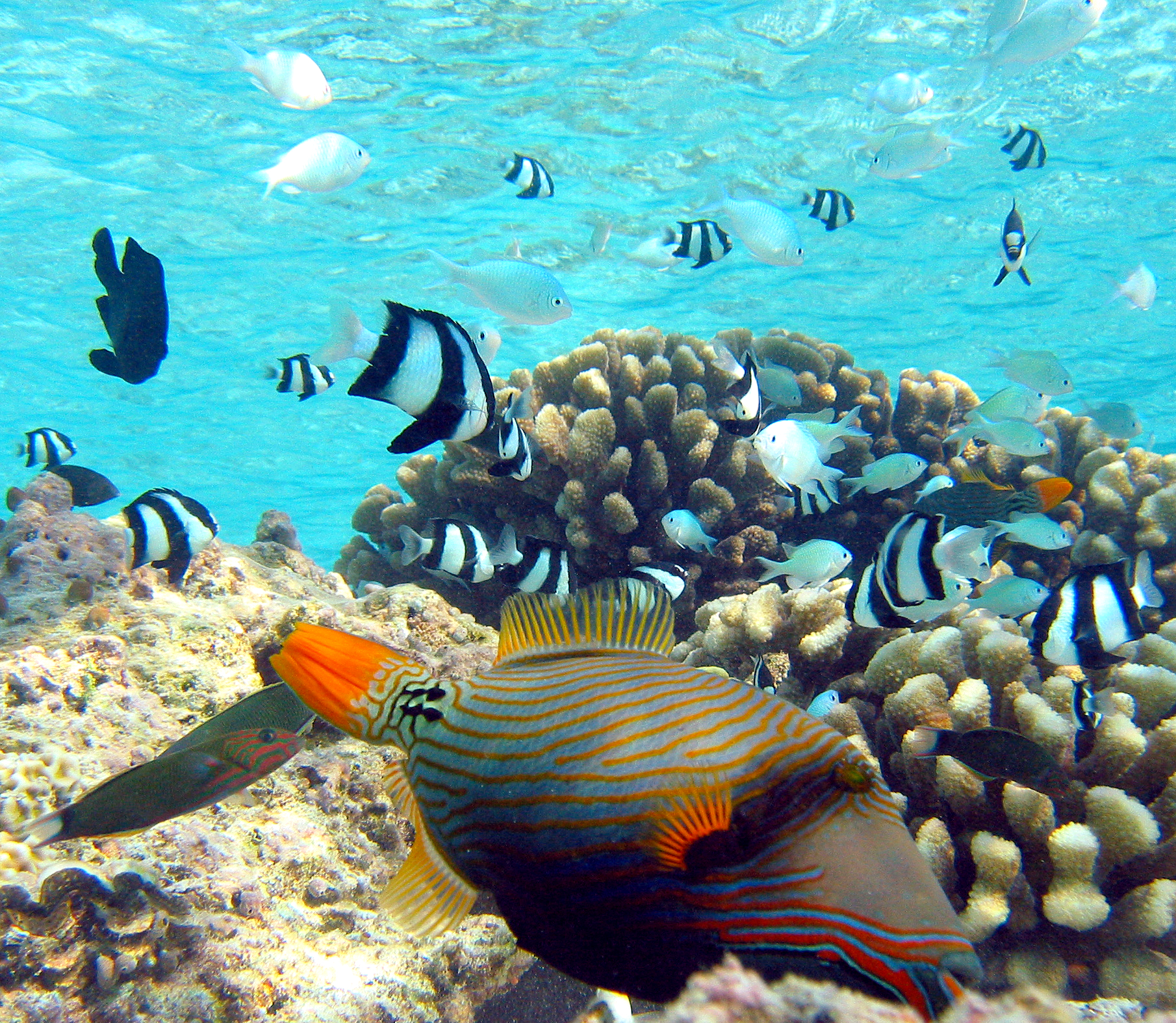
العديد من الأسماك المدارية هي أسماك شعاب مرجانية

السمكة المدارية Tropical fish اسم يطلق على وجه الخصوص على أنواع صغيرة ناصعة الألوان تتوالد بسرعة كبيرة، وهي مرغوبة لوضعها في أحواض الأحياء المائية المنزلية. وتعيش أنواع كثيرة منه في المياه العذبة وبيئات المياه المالحة المدارية. وغالباً ماتكون السمكة الاستوائية أصغر بقليل مقارنة بالسمكة الذهبية. ولكنها تتراوح عادة في حجمها مابين 2,5 و30سم. ويربى ما يقرب من 600 نوع مختلف من الأسماك الاستوائية في أحواض الأحياء المائية المنزلية، بيد أن مُلاك الأحواض الجدد يستطيعون تربية كثيرٍ من أنواع السمك.

## تغذيتها
تأكل أغلب الأسماك الاستوائية طعاماً يتكون من الحبوب، وسمك القريدس المجفف، والسمك والنباتات المائية حيث يمكن شراء هذه الأطعمة من محلات بيع أطعمة الحيوانات، كما يمكن أن تأكل أيضا قطعةً صغيرة من القريدس، والمحار والسرطان، والسمك المعلب والمسلوق وأنواع أخرى.
ويعد كثير من الأسماك الاستوائية آكلة لحوم بالرغم من إمكانية تدريب آكلة النبات لأكل مثل هذه الأطعمة في بعض الأحيان. وهناك أنواع من أسماك المياه المالحة يصعب تربيتها، وتتطلب أطعمة خاصة مثل الإسفنج والمرجان الحي. وهناك أنواع كثيرة تأكل أنواعا مختلفة من الأطعمة. ويربي بعض الناس الديدان الصغيرة لتغذية أسماكهم الأليفة. والقاعدة الجيدة هي أن تكون كمية الطعام متساوية حتى تستطيع السمكة أن تنظفه، لأن الطعام الباقي يسقط إلى قاع الأحواض ويتعفن مما يؤدي إلى قتل الأسماك.
يجب تغطية أحواض الأحياء المائية للأسماك الاستوائية بلوح زجاجي مسطح للمحافظة على درجة الحرارة بالإضافة إلى منع السمك من القفز خارج الحوض. كما تجب زراعة النباتات المائية لأنها تحفظ الماء في حالة جيدة وتنتج الأكسجين لتتنفسه الأسماك.

## الأنواع
يعد سمكة الجبي من أكثر أنواع الأسماك الاستوائية شهرة. فقد جاءت من المياه العذبة لجزر الهند الغربية وأمريكا الجنوبية. ويبلغ طول أنثى الجبي حوالي 40سم، بينما يصغرها الذكر. ولون الأنثى رمادي بينما لون الذكر في روعة قوس قزح . وتتكاثر أسماك الجبي عندما يصل عمرها إلى حوالي 3 أشهر تقريبا، وتلد صغارها حية. وتنتج كل أنثى من 20 - 50 سمكة.
ومن أسماك المياه العذبة الاستوائية المعروفة التي تلد صغارها حية أبو سيف وبلاتي وبلاك مولي. أما الأسماك الاستوائية التي تبيض فهي سمك البرب، ودانيوس وراسبوراس، والكرسين، والبلطي .
وقد سميت أسماك المتاهة المختلفة بهذا الاسم لوجود تجويف ذي أفرع كثيرة في رؤوسها. وتخزن هذه الأسماك الهواء في هذا التجويف لاستخدامه عضوًا تنفسيا إضافيًا. وهناك بعض أسماك المياه المالحة مثل السمك المهرج وبعض الدامسيل تتكاثر وتربى بنجاح في أحواض الأحياء المائية المنزلية.